# Виларомањано
Виларомањано (итал. Villaromagnano) је насеље у Италији у округу Алесандрија, региону Пијемонт.
Према процени из 2011. у насељу је живело 604 становника. Насеље се налази на надморској висини од 169 м.

## Становништво
| 1931. | 1936. | 1951. | 1961. | 1971. | 1981. | 1991. | 2001. | 2011. |
| ----- | ----- | ----- | ----- | ----- | ----- | ----- | ----- | ----- |
| 844   | 865   | 792   | 804   | 790   | 675   | 690   | 758   | 700   |